# Ахурян (річка)
Ахуря́н (вірм. Ախուրյան, тур. Arpaçay; Західний Арпачай) — річка, ліва притока Араксу. У верхній течії протікає територією Вірменії, в нижній — кордоном Вірменії з Туреччиною. Витікає зі створеного в 1950 році Арпіліцького водосховища, впадає в Аракс поблизу села Багаран.

## Назва
Назва «Ахурян» вперше згадується в ванських літописах. Згадується також Мовсесом Хоренаці. Про солодку воду і смачну рибу Ахуряна писав ще Ананія Ширакаці. В інших джерелах річка відома як Ахора (Ախորա), Ахорен (Ախորեն), Ахура (Ախուրա), Ахуран (Ախուրան), Ахурац гет (Ախուրաց գետ), Ахурен (Ախուրեն), Ано джур (Անո ջուր); за назвою озера називалася також Арпені (Արփենի). Турецькою річка називається Арпачай або Західний Арпачай, ця назва іноді перекладають як «Ячмінна річка».
В давнину Ахуряном називали також річку Карс з нижнім плином Ахуряна до впадіння в Аракс. Витікаюча з озера Арпі річка називалася Мецамор і вважалася припливом.

## Географічна та фізична характеристика
Річка бере початок на плато на висоті 2 023 м, випливає з Арпіліцького водосховища. Тече близько 15 км на схід по вологих луках, приймаючи в себе кілька приток, що беруть початок на Кечуцькому хребті. Тут берега болотисті, течія повільна.
Потім русло повертається на південь і виходить на Ширакське плато. Тут річка тече глибокою скелястою ущелиною, що досягає місцями 400 м завглибшки, розрізаючи на своєму шляху лавове поле вулканічного походження. У залізничної станції Агін Ахурян бере і себе найбільшу притоку — річку Карс. Кілька приток беруть початок на горі Арагац (Манташ тощо), які влітку пересихають на Ширакскому плато і не досягають гирла. У долині Ахуряну на північний захід від Гюмрі спостерігаються зсуви, що порушують ґрунтово-рослинний покрив і руйнують поселення. Так, село Мармашен на лівому березі було зруйновано вщент і перенесено на туфову височину.
Біля села Багаран впадає в Аракс.
Великі притоки Ахуряна: справа — Карахан, Карс, Чарьюн, Аладжан (річка Ані) і Текор, ліворуч — Карангум.
Довжина — 186 км, 2/3 яких проходить вірмено-турецьким кордоном. Площа басейну — 9700 км². Живлення — снігодощове. Взимку Ахурян замерзає. Середня ходова витрата води — 26,9 м³/с, річні витрати — 847 млн м³. На річці збудовані Карнутське і Ахурянське водосховища. Води використовуються в основному для зрошення.

## Берега
На лівому березі річки знаходиться друге за величиною місто Вірменії — Гюмрі. На берегах річки були розташовані 4 з 12 стародавніх столиць Вірменії — Єразгаворс, Ані, Багаран, побудований у гирла Ахуряна царем Єрвандом Останнім Єрвандашат; такі історичні поселення, як Єрвандакерт, Мрен, Мармашен. За твердженням архітектора Тороса Тораманяна, в давнину було побудовано 9 мостів через Ахурян на ділянці від Мармашена до впадіння в Аракс. Ширина склепінь деяких з них досягала 23-30 м. Рештки більшості з цих мостів збереглися досі.